# Acritochaete
Acritochaete là một chi thực vật có hoa trong họ Hòa thảo (Poaceae).

## Loài
Chi Acritochaete gồm các loài: